# Deltote xemiloca
Deltote xemiloca is een vlinder uit de familie van de uilen (Noctuidae). De wetenschappelijke naam van deze soort is voor het eerst voorgesteld als Lithacodia xemiloca door Harrison Gray Dyar Jr. in een publicatie uit 1924.
De soort komt voor in Mexico.